# Наташа Којић
Наташа Којић „Таша“ (Лозница, 20. јул 1984), познатија као Natasha Key, српска је поп, поп/фолк певачица, кантауторка и композиторка.
Одрасла је у Београду. Завршила је основну, средњу музичку школу, и музичку академију.

## Биографија
Каријеру је почела наступом на Беовизији 2003. са песмом Сањалица. Затим је наставила каријеру учешћем на Беовизији 2004. где је завршила на 4. месту и Европесми-Еуропјесми 2004. где је завршила на 21. месту са песмом Око плаво. Први албум истог имена је објавила 2004. Поново се појавила на избору Србије и Црне Горе 2005. са песмом Добре девојке.
Живи и ради у Лос Анђелесу, у САД. Ради као глумица и композиторка за филмове и серије.

## Приватан живот
Одрасла је у Београду. Отац јој је певач Драган Којић Кеба, а брат фудбалер Игор Којић.

## Дискографија

### Албуми
- Око плаво (2004)
- Фатална и плава (2007)

### Синглови
| Назив                      | Година | Албум                                   |
| -------------------------- | ------ | --------------------------------------- |
| Сањалица                   | 2004.  | Око плаво                               |
| Два и два                  | 2004.  | Око плаво                               |
| Око плаво                  | 2004.  | Око плаво                               |
| Буди мој                   | 2004.  | Око плаво                               |
| Фали ми осмех твој         | 2004.  | сингл без албума                        |
| Добре девојке              | 2005.  | сингл без албума                        |
| Вишња у чоколади           | 2006.  | Фатална и плава                         |
| Цена ти је мала            | 2007.  | Фатална и плава                         |
| Фатална и плава            | 2007.  | Фатална и плава                         |
| А где си ти                | 2008.  | Тактике                                 |
| Неко као ти                | 2008.  | Тактике                                 |
| Тактике                    | 2008.  | Тактике                                 |
| Forgotten Illusions        | 2014.  | Guitar Tension, Vol. 2 за Epitome Music |
| The Zone                   | 2014.  | Guitar Tension, Vol. 3 за Epitome Music |
| Detective (са Бен Копецом) | 2017.  | Investigation Music за Epitome Music    |
| The Other Side             | 2017.  | Ominous: Horror Series за Epitome Music |
| Electro Streams            | 2021.  | сингл без албума                        |
| Falling                    | 2023.  | сингл без албума                        |
| Up and Down                | 2025.  | сингл без албума                        |

### Филмска музика
Албуми
- Coven (Original Motion Picture Soundtrack)[8]
- Modern Orchestral Noir[9]
- Light Positive Inspiration[9]
- Cinematic EDM[9][10]

## Фестивали
- Сањалица, Беовизија 2003.
- Два и два, Сунчане скале 2003 - Нове Звијезде
- Фали ми осмех твој, Радијски Фестивал 2004.
- Око плаво, Беовизија 2004, 4. место
- Око плаво, Европесма-Еуропјесма 2004, 21. место
- Добре девојке, Беовизија 2005, 9. место
- Добре девојке, Европесма-Еуропјесма 2005, 21. место
- А где си ти, 14. Музички Фестивал Будва '07
- Неко као ти, Радијски Фестивал 2008 - Моћ Музике
- Up and down, Песма за Евровизију 2025